# Мюнчемієр
Мюнчемієр (нім. Müntschemier) — громада в Швейцарії в кантоні Берн, адміністративний округ Зееланд.

## Географія
Громада розташована на відстані близько 24 км на захід від Берна.
Мюнчемієр має площу 4,9 км², з яких на 18,7 % дозволяється будівництво (житлове та будівництво доріг), 78,2 % використовуються в сільськогосподарських цілях, 1,4 % зайнято лісами, 1,6 % не є продуктивними (річки, льодовики або гори).

## Демографія
2019 року в громаді мешкало 1505 осіб (+16,8 % порівняно з 2010 роком), іноземців було 31,5 %. Густота населення становила 309 осіб/км².
За віковим діапазоном населення розподілялося таким чином: 21,7 % — особи молодші 20 років, 63,1 % — особи у віці 20—64 років, 15,1 % — особи у віці 65 років та старші. Було 617 помешкань (у середньому 2,4 особи в помешканні).
Із загальної кількості 1086 працюючих 102 було зайнятих в первинному секторі, 211 — в обробній промисловості, 773 — в галузі послуг.